# 汤姆·莫里森
托馬斯·威廉·莫里森是英國自由民主党政治人物，自2024年起擔任奇德尔国会议员。